# Edmund Ryan
Edmund G. Ryan katolikus pap, 1975 és 1976 között a Seattle-i Egyetem rektora volt.
1959-ben lépett be a jezsuita rendbe. Alapfokú diplomáját a Chicagói Loyola Egyetemen, mesterfokú végzettségét pedig a West Baden Főiskolán és a Woodstock Főiskolán szerezte. Doktori képzésben az Amerikai Katolikus Egyetemen vett részt.
2001. január 26-án hunyt el a Los Angeles-i Ronald Reagan UCLA Medical Centerben.

## Pályafutása
Ryan a New Jersey-i Szent Péter Főiskola, majd a Georgetowni Egyetem rektorhelyettese volt. Utóbbi helyen Robert J. Henle rektorral rossz kapcsolatot ápolt; Henle Ryant az ellene való összeesküvéssel vádolta meg, majd a helyettes visszautasította a kettejük találkozóját, mert azt hitte, a rektor irodáját bepoloskázták. 1974 áprilisában Henle menesztette Ryant, aki két hónappal később pszichiátriai ellátásra szorult.
1975. június 6-án a Seattle-i Egyetem rektora lett; a nehézségek miatt 133 nap múlva egészségügyi és személyi okokra hivatkozva lemondott. A New York állambeli Canisius Főiskolán töltött időt követően alkotói szabadságra ment, majd a Le Moyne Főiskola munkatársa lett.

## Fordítás
- Ez a szócikk részben vagy egészben  az   Edmund Ryan című angol Wikipédia-szócikk ezen változatának fordításán alapul.  Az eredeti cikk szerkesztőit annak laptörténete sorolja fel. Ez a jelzés csupán a megfogalmazás eredetét és a szerzői jogokat jelzi, nem szolgál a cikkben szereplő információk forrásmegjelöléseként.